# Pavo Filaković
Prof. dr. sc. Pavo Filaković, dr. med., primarijus (Baranjsko Petrovo Selo, 21. veljače 1949. – 
Osijek, 29. prosinca 2020.) specijalist psihijatar, predstojnik Klinike za psihijatriju Kliničkog bolničkog centra Osijek, od 2005. do 2009. dekan Medicinskog fakulteta Sveučilišta J. J. Strossmayera u Osijeku, pročelnik Katedre za psihijatriju i psihološku medicinu na Medicinskom fakultetu u Osijeku.

## Studij i usavršavanje
- Diplomirao je 1973. na Medicinskom fakultetu Sveučilišta u Zagrebu. Radio je kao liječnik opće medicine od 1973. do 1979. godine u Domu zdravlja Beli Manastir i Domu zdravlja Vukovar.
- U KBC-u Osijek zaposlen je od 1979. godine. Specijalizirao je psihijatriju od 1979. do 1982. godine. Od 1987. do 2003. bio je voditelj Kliničkog odjela akutne i biologijske psihijatrije s intenzivnom skrbi.
- Poslijediplomski je studij iz socijalne psihijatrije završio 1983. Magistrirao je 1987. s temom "Utjecaj psihofarmakâ na krvni tlak", a doktorirao 1995. s temom "Hipotalamično-hipofizno-tireoidna os i depresije" na Medicinskom fakultetu Sveučilišta u Zagrebu. Užu je specijalizaciju iz biologijske psihijatrije stekao 2003. godine.

## Stručni i znanstveni rad
- Od 2004. je godine izvanredni profesor na Katedri za psihijatriju i psihološku medicinu Medicinskoga fakulteta u Osijeku.
- Napisao je 45 znanstvenih i stručnih radova. Bio je aktivni sudionik brojnih simpozija i kongresa iz područja psihijatrije.
- Od 1997. je godine član Hrvatske akademije medicinskih znanosti. Član je više stručnih društava.
- Povelju Hrvatskog liječničkog zbora primio je 2005. godine.

## Ostalo
Pavo Filaković je sin pučkog književnika Matije Filakovića.

## Vanjske poveznice
- Klinika za psihijatriju KBO  Arhivirana inačica izvorne stranice od 25. srpnja 2013. (Wayback Machine)